# Кім Джон Сок
Кім Джон Сок (кор. 김정석; нар. 1 жовтня 1939) — південнокорейський футболіст, який грав на позиції захисника. Відомий за виступами у складі низки південнокорейських клубів, та у складі національної збірної Південної Кореї, у складі якої став бронзови призером Кубка Азії 1964 року.

## Клубна кар'єра
Кім Джон Сок розпочав виступи на футбольних полях у складі команди Корейського університету в 1959 році. У 1962—1963 роках він грав у складі армійської команди «РОК Армі», а в 1964 році повернувся до виступів у складі університетської команди. У 1965—1968 роках футболіст грав у складі команди «Кореа Тунгстен», у складі якої кілька разів ставав переможцем напівпрофесійної першості країни та володарем кубку. У 1969 році Кім грав у складі команди «Кореа Траст Бенк», у складі якої він завершив виступи на футбольних полях.

## Виступи за збірну
У 1959 році Кім Джон Сок залучався до виступів за юнацьку збірну Південної Кореї. Цього ж року футболіст дебютував у складі національної збірної Південної Кореї. У складі збірної у 1964 році Кім брав участь у футбольному турнірі літніх Олімпійських ігор 1964 року. Цього ж року футболіст брав участь у Кубку Азії 1964 року, на якому південнокорейська збірна здобула бронзові нагороди. У складі збірної грав до 1969 року, зіграв у її складі 56 років, у яких забитими голами не відзначився.